# 張似渠
張似渠，字元訂，號景銘，四川重慶府巴县人。明朝政治人物、進士出身。

## 生平
萬曆七年（1579年）己卯科四川鄉試舉人，十七年（1589年）登己丑科進士，刑部觀政，七月告病归乡。十八年六月授寧波府推官，以興革爲己任，嘗攝慈溪县事，邑舊貢芽茶二百六十斤，日久茶盡而責办如故，公知爲民害，即統用官价市买，一毫无取于民，且著爲令，民甚德之。二十二年本省同考，在任六年，二十四年以母艱去。二十六年服满，擢湖廣道監察御史，與给事中錢夢皐、御史于永清皆爲首辅沈一贯浙黨之成员。萬曆三十三年（1605年）京察，吏部左侍郎杨时乔乃与都御史温纯力锄政府私人，钱梦皋、张似渠、于永清、蒋以化等人，咸在察中，又以年例出给事中钟兆斗于外。一贯大愠，密言于帝，留察疏不下。

## 家族
原籍湖广麻城，後徙居四川巴县。高祖张本入山作苦行头陀，終年九十。曾祖张伯紀，終年八十三。祖父张鹏，祖母郭氏。父张廷言（？-1579年），字國聽，贈宁波府推官；母沈氏，封孺人。娶余氏，继娶劉氏，生子赓南、梦南。